# Терско-Сулакская низменность
Терско-Сулакская низменность (вариант — Терско-Сулакская равнина) — низменность (равнина) в России в Восточном Предкавказье, представляющая собой юго-западную часть Прикаспийской низменности.

## Географическое положение
Расположена в Дагестане, занимает территорию от реки Терек вплоть до города Махачкала и ограничена полосой предгорий на юге и Каспийским морем на востоке. На юге у города Махачкала переходит в Приморскую низменность.

## Геология и рельеф
Представляет собой слегка наклонную к востоку равнину, расположена на месте древних и современных слившихся дельт рек Терек, Сулак и Шураозень. С поверхности сложена аллювиальными отложениями рек Терека, Акташа, Аксая, Сулака, Шураозени и озерно-аллювиальными образованиями мощностью от нескольких метров до десятков и даже сотен метров, которые подстилаются древне-каспийскими морскими отложениями. В микрорельефе выделяются ложбины, степные блюдца, песчаные всхолмления и гряды, разделенные котловинами выдувания, курганы. В западной её части абс. высота достигает 200 м, а в восточной −27 м.

## Гидрография
Поверхность Терско-Сулакской низменности прорезают множество рукавов рек Терек, Акташ, Аксай, Сулак, Шураозень, сеть оросительных каналов (имени Октябрьской революции, имени Дзержинского, Тальма Кривая Балка и др.) и дренажных сооружений.
Северо-восточный «угол» низменности занимает озеро Южный Аграхан. В междуречье Шураозени и старой протокой Сулака — Прорвой и в низовье Сулака сосредоточен ряд озёр и водохранилищ: Мектеб, Алмалинское , Осадчий, Алтаусское, Акташские, Соленое, Богатыревские разливы и др.

## Подрайоны
Делится на ряд подрайонов; дельта Терека, Кумыкская и Присулакская равнины, Прибрежная полоса и остров Чечень.